# Cosmos (film 1996)
Cosmos è un film collettivo del 1996 diretto da  Jennifer Alleyn, Manon Briand, Marie-Julie Dallaire, Arto Paragamian, André Turpin e Denis Villeneuve.